# Play with Fire
Play with Fire is een lied van de Engelse popgroep The Rolling Stones, dat in het begin van 1965 als B-kant van de single The Last Time werd uitgebracht. Het nummer stond op naam van Nanker Phelge, een pseudoniem dat The Rolling Stones gebruikten voor nummers die ze als collectief hadden geschreven. Opmerkelijk is dat maar twee leden van de groep, Mick Jagger en Keith Richards, op de opname te horen zijn.
Het nummer haalde in de Verenigde Staten de 96e plaats in de Billboard Hot 100. De voorkant, The Last Time, kwam daar tot nummer 9.
In verschillende landen, waaronder Nederland (Decca 457 066), Duitsland (Decca DX 2340) en Frankrijk (Decca 457.066) kwam Play with Fire in 1965 behalve op single ook uit op een ep, in combinatie met Heart of Stone, What a Shame en The Last Time. In Nederland haalde de ep de zesde plaats in de hitparade.
Het nummer staat op de Amerikaanse versie van de lp Out of Our Heads. Later verscheen het een aantal malen op verzamelalbums, zoals de Amerikaanse versie van Big Hits (High Tide and Green Grass), Hot Rocks 1964–1971 en Singles Collection: The London Years.

## De opname
Het nummer is in de nacht van 18 op 19 januari 1965 opgenomen in de studio’s van RCA Records in Hollywood onder leiding van Phil Spector en op 18 februari 1965 afgemaakt. Tijdens de eerste opnamesessie was het al heel laat in de nacht en drie leden van de groep waren al gaan slapen. Alleen Mick Jagger en Keith Richards waren nog op. Daarom zorgden Phil Spector en diens assistent Jack Nitzsche voor de begeleiding. Spector speelde de baspartij op een elektrische gitaar die gestemd was als basgitaar. Nitzsche speelde klavecimbel. Op 19 januari zou de groep vertrekken voor een tournee door Australië.
De complete bezetting was:
- Mick Jagger, zang en tamboerijn
- Keith Richards, akoestische gitaar
- Phil Spector, (bas)gitaar
- Jack Nitzsche, klavecimbel

Volgens insiders, onder wie Bill Wyman in zijn autobiografie Stone Alone, had de hele groep eerder in de nacht van 18 op 19 januari 1965 een snellere versie van het nummer opgenomen onder de titel Mess with Fire. Deze opname is nooit vrijgegeven.
De zanger waarschuwt zijn vriendin, afkomstig uit de jetset, dat ze niet met hem moet spelen, want ze speelt met vuur. Mick Jagger was tamelijk tevreden over het nummer toen hij er in 1995 in een interview door Jann Wenner op terugkeek:
‘Play with Fire sounds amazing – when I heard it last. I mean, it's a very in-your-face kind of sound and very clearly done. You can hear all the vocal stuff on it. And I'm playing the tambourines, the vocal line. You know, it's very pretty.’
The Stones voerden het nummer geregeld uit tijdens concerten in de jaren 1965 en 1966. Daarna speelden ze het jarenlang niet meer, maar tijdens de Steel Wheels Tour door Noord-Amerika en Japan in 1989 en 1990 en de aansluitende Urban Jungle Tour door Europa in 1990 brachten ze het opnieuw.
Play with Fire is te horen in de film The Darjeeling Limited van Wes Anderson uit 2007.

## NPO Radio 2 Top 2000
| Nummer met noteringen in de NPO Radio 2 Top 2000 | '00  | '01-'09 | '10  | '11-'12 | '13  |
| ------------------------------------------------ | ---- | ------- | ---- | ------- | ---- |
| Play with Fire                                   | 1519 | -       | 1955 | -       | 1930 |

1. ↑  Een '-' betekent dat het nummer niet was genoteerd en een vetgedrukt getal geeft de hoogste notering aan.
2. ↑  2000 was het eerste jaar met een notering voor dit nummer.
3. ↑  Deze tabel is bijgewerkt tot en met de laatste editie (2024).

## Coverversies
Er bestaan een paar coverversies van het nummer.
Het trio West, Bruce and Laing, waarvan Jack Bruce deel uitmaakte, bracht het nummer regelmatig tijdens optredens. Een versie staat op hun livealbum Live 'n' Kickin' uit 1974.
In 1980 zette de Amerikaanse groep The Fleshtones het nummer op hun ep Up-Front.
De Belgische groep The Employees bracht in 1983 een cover van Play with Fire op single uit.
Een versie van het nummer staat op het album Soft Vengeance van Manfred Mann's Earth Band uit 1996.
The Pretty Things namen het nummer op voor hun album Rage before Beauty uit 1999.
De Amerikaanse punkband Cobra Verde zette het nummer op zijn album Copycat Killers uit 2005.
Gov't Mule speelde Play with Fire op zijn album Mighty High van 2007.
De Amerikaanse meidengroep Dum Dum Girls zette in 2010 het nummer op de B-kant van de single Jail La La.
De Ierse folkgroep Tír na nÓg ten slotte bracht in 2010 het nummer live op het album Live at Sirius.

## Rechtszaak
In 2008 nam de Amerikaanse rapper Lil Wayne een nummer Playing with Fire op voor zijn album Tha Carter III. Daarop daagde ABKCO Music Inc., het bedrijf van Allen Klein, de vroegere manager van The Rolling Stones, Lil Wayne voor de rechter. Naar Kleins mening leek Playing with Fire te veel op Play with Fire. Klein bezat de rechten van alle Stonesnummers uit de jaren zestig. Het resultaat was dat op latere uitgaven van Tha Carter III en in alle downloads van het album Playing with Fire werd vervangen door het nummer Pussy Monster.